# ヴァラッロ
ヴァラッロ（イタリア語: Varallo）は、イタリア共和国ピエモンテ州ヴェルチェッリ県にある、人口約7,100人の基礎自治体（コムーネ）。
15世紀に作られた宗教施設「ヴァラッロのサクロ・モンテ」は、ユネスコの世界遺産に登録されている。
2018年1月1日に、隣接していたコムーネ・サッビアを編入した。

## 名称
ヴァル・セージアにあることから、ヴァラッロ・セージア（Varallo Sesia）の名でも呼ばれる。古くはヴァラーデ（Varade）と呼ばれた。

## 地理

### 位置・広がり
| ヴェルチェッリ県北部のコムーネで、セージア川とマスタッローネ川の合流点に位置する。ヴェルバーニアの南西約27km、ビエッラの北北東約32km、県都ヴェルチェッリの西北西約57km、州都トリノの北東約94kmに位置する。 隣接するコムーネは以下の通り。VBはヴェルバーノ・クジオ・オッソラ県所属。 - ヴァルストローナ (VB) - 北 - クアルナ・ソット (VB) - 北東 - ノーニオ (VB) - 北東 - チェーザラ (VB) - 北東 - チヴィアスコ - 東 - マドンナ・デル・サッソ (VB) - 南東 - チェッリオ・コン・ブレイア (ブレイア) - 南東 - クアローナ - 南 - ボルゴセージア - 南西 - ヴォッカ - 西 - クラヴァリアーナ - 北西 |

### 主要な市街・集落
ヴァラッロの市街は、マスタッローネ川によって旧ヴァラッロ(Varallo vecchia)と新ヴァラッロ(Varallo nuova)とに二分されている。

## 社会

### 経済・産業
鉱業と観光が盛ん。街はヴァラッロのサクロ・モンテを擁し、毎年多数の観光客が訪れる。

## 行政

### 行政区画
コムーネには以下の分離集落（フラツィオーネ）がある。
- Arboerio, Balangera, Camasco, Cervarolo, Cortaccio, Crevola Sesia, Dovesio, Erbareti, Gèrbidi, Grattera, Locarno, Massera, Molindelina, Morca, Morondo, Parone, Roccapietra, Sabbia, Salaro, Scopelle, Valmaggia, Verzìmo.

### 山岳部共同体
広域行政組織である山岳部共同体「ヴァルセージア山岳部共同体」 (it:Comunità montana Valsesia) を構成するコムーネの一つで、事務所が所在する。

### 政策

#### 肥満対策
2007年、一定の減量を実現した町民に賞金を与える制度を開始した。
- 1ヶ月間に女性なら3キログラム、男性なら4キログラム減量すると、50ユーロの賞金。
- 5ヶ月後にその体重を維持していると、さらに100ユーロの賞金。

## 姉妹都市
- ディー、フランス